# Aeroportul Muanda
Aeroportul Muanda (IATA: MNB, ICAO: FZAG) este un aeroport din Muanda, Provincia Kongo Central, Republica Democratică Congo.
Situat la o altitudine de 27 m, aeroportul dispune de o singură pistă.